# GUNxSWORD
GUNxSWORD (ガン × ソード) là loạt anime do hãng AIC A.S.T.A sản xuất với sự đạo diễn của Taniguchi Gorō và Kurata Hideyuki viết kịch bản. Loạt anime này đã phát sóng trên kênh TV Tokyo từ ngày 04 tháng 7 đến ngày 26 tháng 12 năm 2005 với 26 tập.
Cốt truyện lấy bối cảnh trên một hành tinh bị bỏ rơi nơi vốn từng dùng làm nhà tù giam giữ những tên tội phạm trước kia và sau đó những người sống trên hành tinh này bắt đầu xây dựng lên nền văn minh của riêng mình, nhưng trên hành tinh này sự hỗn loạn vẫn ngư trị. Nhân vật chính là Van một người đi khắp hành tinh này với lời thề sẽ tìm và trả thù người đã giết vợ của anh, trên dường đi anh cũng đã gặp Wendy Garret, một cô gái cũng trên đường đi tìm anh mình và luôn giúp đỡ người khác. Van và Wendy trên chuyến hành trình của mình đã gặp và giúp đỡ nhiều người, trong khi Van có khả năng đều khiển một người máy lớn để chiến đấu chống lại những người máy khác do những người có có suy nghĩ điên rồ điều khiển thì Wendy có khả năng thuyết phục và giúp đỡ người khác.
Kênh Animax Asia đã phát sóng loạt anime trên toàn hệ thống của mình tại khu vực Đông Nam Á và Nam Á cũng như tại Hàn Quốc và Đài Loan từ năm 2007.

## Tổng quan

### Nhân vật

#### Chính
Van (ヴァン)
Lồng tiếng bởi: Hoshino Takanori
Wendy Gallet (ウェンディ・ギャレット)
Lồng tiếng bởi: Kuwashima Hōko
Kameo (カメオ)
Lồng tiếng bởi: Kuwashima Hōko (Anime) / Yanami Jōji (Drama CD)
Carmen99 (カルメン99)
Lồng tiếng bởi: Inoue Kikuko
Joshua Langlen (ジョシュア・ラングレン)
Lồng tiếng bởi: Noda Junko
Priscilla (プリシラ)
Lồng tiếng bởi: Chiba Saeko
Yukiko Stevens (ユキコ・スティーブンス)
Lồng tiếng bởi: Yukino Satsuki
Ray Langlen (レイ・ラングレン)
Lồng tiếng bởi: Sakurai Takahiro

#### Nhóm El Dorado
Nero (ネロ)
Lồng tiếng bởi: Satō Masaharu
Jose (ホセ)
Lồng tiếng bởi: Kiyokawa Motomu
Bario (バリヨ)
Lồng tiếng bởi: Hōki Katsuhisa
Carlos (カルロス)
Lồng tiếng bởi: Taguchi Takashi
Chizuru (チヅル)

#### Tổ chức Kagi Tsume no Otoko
Kagi Tsume no Otoko (カギ爪の男)
Lồng tiếng bởi: Horiuchi Kenyū

##### Original 7
Michael Gallet (ミハエル・ギャレット)
Lồng tiếng bởi: Hoshi Sōichirō
Gadved Gaord (ガドヴェド・ガオード)
Lồng tiếng bởi: Kishino Kazuhiko
Fasalina (ファサリナ)
Lồng tiếng bởi: Kurata Masayo
William Will Woo (ウィリアム・ウィル・ウー)
Lồng tiếng bởi: Madono Mitsuaki
Carossa (カロッサ)
Lồng tiếng bởi: Ōmoto Makiko
Melissa (メリッサ)
Lồng tiếng bởi: Saitō Chiwa

##### Khác
Zapiero Muttaaca (ザビロ・ムッターカ)
Lồng tiếng bởi: Ishino Ryūzō
Joe Lutz (ジョー・ラッツ)
Lồng tiếng bởi: Matsumoto Yasunori

#### Khác
Elena (エレナ)
Lồng tiếng bởi: Kingetsu Mami
Shino (シノ)
Lồng tiếng bởi: Nishihara Kumiko
Kaiji (カイジ)
Lồng tiếng bởi: Onosaka Masaya
Lucky the Roulette (ラッキー・ザ・ルーレット)
Lồng tiếng bởi: Tsukui Kyōsei
Baron Mayor (バロン・メイヤー)
Lồng tiếng bởi: Yara Yūsaku
Bucchi (ブッチ)
Lồng tiếng bởi: Iwata Mitsuo
Zakota (ザコタ・メタコタ)
Lồng tiếng bởi: Futamata Issei
Elle Driver (エル・ドライバー)
Lồng tiếng bởi: Kobayashi Yūko
Aru Driver (アール・ドライバー)
Lồng tiếng bởi: Katsuki Masako
Kratt (クラット)
Lồng tiếng bởi: Yanagisawa Eiji
Bunny (バニー)
Lồng tiếng bởi: Toyoguchi Megumi
Tony (トニー・モンタナ)
Lồng tiếng bởi: Iizuka Shōzō
Hayetah (ハエッタ)
Lồng tiếng bởi: Amano Yuri
Johanna (ヨアンナ)
Lồng tiếng bởi: Minami Omi
Narration (ナレーター)
Lồng tiếng bởi: Ginga Banjō

## Truyền thông

### Anime
AIC A.S.T.A đã thực hiện loạt anime này với sự đạo diễn của Taniguchi Gorō và Kurata Hideyuki viết kịch bản sau đó đã phát sóng trên kênh TV Tokyo từ ngày 04 tháng 7 đến ngày 26 tháng 12 năm 2005 với 26 tập.
Kênh Animax Asia đã phát sóng loạt anime trên toàn hệ thống của mình tại khu vực Đông Nam Á và Nam Á cũng như tại Hàn Quốc và Đài Loan từ năm 2007. Loạt anime này được đăng ký bản quyền với các ngôn ngữ và phát hành ở các nước khác nhau như Geneon Entertainment đã đăng ký bản quyền phiên bản tiếng Anh của loạt anime để phát hành tại thị trường Bắc Mỹ sau đó đã chuyển quyền phát hành và phần phối cho Funimation Entertainment theo một thỏa thuận, Madman Entertainment đăng ký tại Úc và New Zealand, MVM đăng ký tại Anh, Mega-Anime đăng ký tại Nga và Dybex đăng ký tại Pháp.
Có 13 tập omake đã được thực hiện với cốt truyện dựa trên diễn biến của loạt anime chính nhưng được thể hiện với phong cách chibi, tập trung vào nhân vật Wendy và con rùa của cô. Michael, Van và Carmen cũng xuất hiện. Các tập này được phát hành đính kèm với các hộp phiên bản DVD của anime khi được phát hành.

### Âm nhạc
Victor Entertainment đã phát hành hai đĩa chứa các bản nhạc dùng trong anime vào ngày 22 tháng 9 và ngày 07 tháng 12 năm 2007 cũng như một đĩa chứa các bản nhạc đặc biệt chỉ đính kèm khi mua phiên bản DVD giới hạn của anime vốn chỉ có cho người đặt hàng trước.
| Gun X Sword O.S.T | Gun X Sword O.S.T              | Gun X Sword O.S.T |
| STT               | Nhan đề                        | Thời lượng        |
| ----------------- | ------------------------------ | ----------------- |
| 1.                | "GUN×SWORD [opening theme]"    | 1:36              |
| 2.                | "Endless Illusion"             | 2:00              |
| 3.                | "Desert Rose"                  | 2:15              |
| 4.                | "The Day is Done"              | 1:48              |
| 5.                | "Tremendous Blade"             | 1:51              |
| 6.                | "Paradiso"                     | 4:14              |
| 7.                | "Your Bride"                   | 3:05              |
| 8.                | "Shadow of the Girl"           | 2:21              |
| 9.                | "Unknown World"                | 2:03              |
| 10.               | "Lost Native Village"          | 1:46              |
| 11.               | "Seasonings, please."          | 1:26              |
| 12.               | "Where are You going?"         | 1:37              |
| 13.               | "Frozen Arms"                  | 2:12              |
| 14.               | "Knuckle, Clench, Fist"        | 1:46              |
| 15.               | "One Night Stand"              | 2:25              |
| 16.               | "Niji no Kanata (虹の彼方)"    | 4:14              |
| 17.               | "El Dorado V"                  | 1:57              |
| 18.               | "Battleman"                    | 1:35              |
| 19.               | "Dann of THURSDAY"             | 0:57              |
| 20.               | "He Reduces to memories"       | 2:11              |
| 21.               | "Dann Chester Van"             | 1:39              |
| 22.               | "Van a.k.a. Daybreak"          | 1:35              |
| 23.               | "A Rising Tide [ending theme]" | 4:53              |
| Tổng thời lượng:  | Tổng thời lượng:               | 51:26             |

| Gun X Sword O.S.T.2 | Gun X Sword O.S.T.2             | Gun X Sword O.S.T.2 |
| STT                 | Nhan đề                         | Thời lượng          |
| ------------------- | ------------------------------- | ------------------- |
| 1.                  | "La Speranza"                   | 5:17                |
| 2.                  | "Love Deluxe"                   | 0:31                |
| 3.                  | "The Queen of Missoghi"         | 2:14                |
| 4.                  | "Shock Came"                    | 3:34                |
| 5.                  | "Muscle Girl"                   | 1:47                |
| 6.                  | "It's Stupid"                   | 2:11                |
| 7.                  | "To See Your Face"              | 1:53                |
| 8.                  | "My Only Brother"               | 1:41                |
| 9.                  | "A Rising Tide[acoustic]"       | 5:17                |
| 10.                 | "Taste of the Future"           | 2:20                |
| 11.                 | "The Birthday"                  | 2:34                |
| 12.                 | "Hearts Together"               | 2:13                |
| 13.                 | "Bitter Dream"                  | 2:04                |
| 14.                 | "Knowledge and Strength"        | 2:31                |
| 15.                 | "Over the Centuries"            | 2:30                |
| 16.                 | "With All His Spirit"           | 2:39                |
| 17.                 | "Noble Purge"                   | 2:29                |
| 18.                 | "Crisis of Endless Illusion"    | 2:45                |
| 19.                 | "Feel It Like All the Universe" | 1:51                |
| 20.                 | "Cliff of Death"                | 1:58                |
| 21.                 | "You Don't Know What You Know"  | 2:09                |
| 22.                 | "Calling you"                   | 4:47                |
| 23.                 | "Previous Notice"               | 0:32                |
| Tổng thời lượng:    | Tổng thời lượng:                | 57:47               |

| Gun X Sword O.S.T. Extra Edition | Gun X Sword O.S.T. Extra Edition | Gun X Sword O.S.T. Extra Edition |
| STT                              | Nhan đề                          | Thời lượng                       |
| -------------------------------- | -------------------------------- | -------------------------------- |
| 1.                               | "The Tuxedo Whirls to the Wind"  | 2:05                             |
| 2.                               | "For My Sin"                     | 1:48                             |
| 3.                               | "Don't Worry"                    | 1:37                             |
| 4.                               | "Across the Borderline"          | 1:57                             |
| 5.                               | "On the Mountain"                | 2:10                             |
| 6.                               | "Growing Up"                     | 1:28                             |
| 7.                               | "To the Blood"                   | 2:12                             |
| 8.                               | "What's Planets?"                | 1:42                             |
| 9.                               | "Meet Somewhere"                 | 1:49                             |
| 10.                              | "For a While"                    | 2:12                             |
| 11.                              | "Lost Desire"                    | 2:10                             |
| 12.                              | "Bad Plant"                      | 1:50                             |
| 13.                              | "No Lucky"                       | 2:00                             |
| 14.                              | "Pure Malice"                    | 2:11                             |
| 15.                              | "GUN×SWORD [starting again]"     | 1:36                             |
| Tổng thời lượng:                 | Tổng thời lượng:                 | 28:47                            |